# Kato Achaia
Kato Achaia (greacă Κάτω Αχαΐα) este un oraș capitală din Dymi în Grecia.
Se află la o distanță de aproximativ 20 km a Patras.
- Superfițe?: 71.55 km²
- Locație: 38.48 (38°8'23") N, 21.6 (21°32'554") E
- Altitudine: 20 m, 38 m
- Cod oștal: GR-252 00
- Comuni?: 8

## Orase
- Kato Achaia
  - Alykes
  - Kapeli
  - Paralia Kato Achaias
- Agiovlastika
- Ano Achaia
- Ano Alissos (nord)
- Elaiochori
- Kato Alissos
- Niforeika
- Petrochori

## Locutori
| An   | Locutori            |
| ---- | ------------------- |
| 1981 | 5 185, 8 765 (mun)  |
| 1991 | 4 947, 10 995 (mun) |